# سيرجيو
سيرجيو (هانغل: 세르지우 루이스 코고) هو لاعب كرة قدم كوري جنوبي في مركز الوسط، ولد في 28 سبتمبر 1960 في البرازيل. لعب مع بوهانغ ستيلرز.

## وصلات خارجية
- سيرجيو على موقع دوري كوريا الجنوبية (الإنجليزية)